# Tombe des Harpies

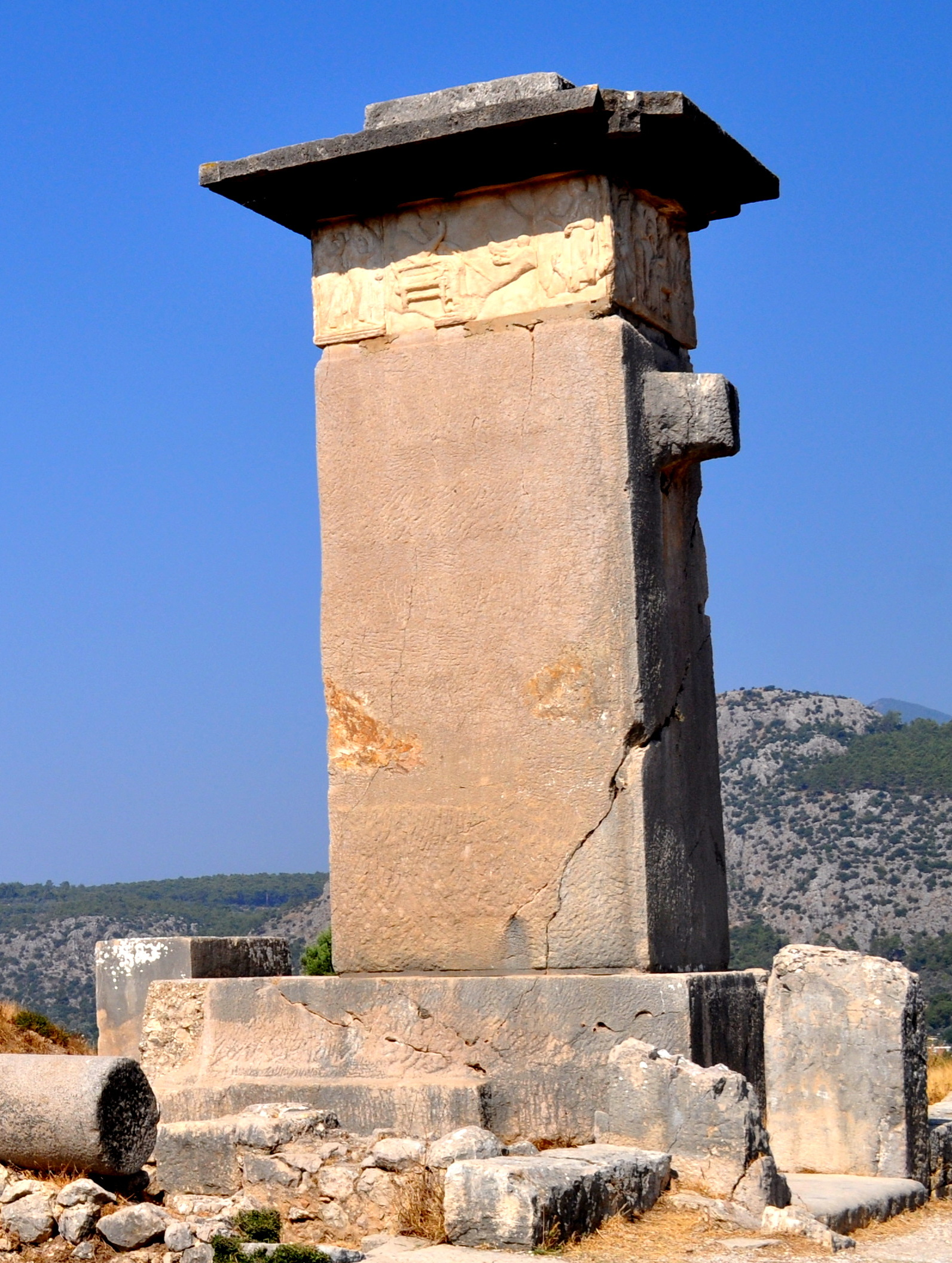
Tombe des Harpies

La tombe des Harpies est une chambre de marbre d'un tombeau-pilier se trouvant dans la cité abandonnée de Xanthe, capitale de la Lycie antique, une région du sud-ouest de l'Anatolie dans l'actuelle Turquie.
Datant d'environ 480 à 470 av. J.-C., la chambre est surmontée d'un grand pilier décoré de panneaux de marbre sculptés en bas-relief. Elle pourrait être la tombe de Kybernis, roi de Xanthe.